# Jazziz
Jazziz est un magazine américain de jazz fondé en 1983 par Michael et Lori Fagien. Ce magazine a la particularité d'être ouvert à absolument tous les styles de jazz, du plus puriste au plus métissé ou grand public. Il a su rester un petit magazine libre et indépendant, avec approximativement 200 000 abonnés. Un CD est inclus dans chaque numéro.